# Az FBI irodáinak listája
ẢA Szövetségi Nyomozóiroda (FBI, Federal Bureau of Investigation) 57 irodát működtet az Amerikai Egyesült Államok nagyobb városaiban, valamint San Juanban (Puerto Rico). Az FBI székház Washingtonban található.
Ezeken a helyeken vizsgálatot folytatnak, felmérik a helyi és regionális bűncselekmények veszélyeit, és szorosan együttműködnek a partnerekkel az esetek elemzése és a műveletek során. Minden helyszíni irodát egy speciális ügynök felügyel, kivéve a Los Angelesben, New York Cityben és Washington DC-ben található irodákat, amelyek élén nagy méretük miatt felelős igazgatóhelyettesek állnak. Ezen területi irodákon kívül összesen mintegy 380 rezidens ügynökség található kisebb városokban. A rezidens ügynökségeket speciális ügynökök irányítják.

## Államonként
A területi irodák az egyes államokban az alábbi városokban találhatók.

### Alabama
- Birmingham – működési területe: Alabama északi része.  Rezidens ügynökségei: Florence, Gadsden, Huntsville és Tuscaloosa.[2]
- Mobile – működési területe: Alabama középső és déli bírói körzete. Rezidens ügynökségei: Auburn, Dothan, Monroeville, Montgomery, és Selma.[3]

### Alaszka
- Anchorage – működési területe: Alaszka egész területe.  Rezidens ügynökségei: Fairbanks és Juneau.[4]

### Arizona
- Phoenix – működési területe: Arizona állam és a Grand Canyon nemzeti park.  Rezidens ügynökségei: Flagstaff, Gallupp, Lake Havasu City, Pinetop–Lakeside, Sierra Vista, Tucson, és Yuma.[5]

### Arkansas
- Little Rock – működési területe: Arkansas állam.  Rezidens ügynökségei: El Dorado, Fayetteville, Fort Smith, Jonesboro, Marion és Texarkana.[6]

### Kalifornia
- Los Angeles – működési területe: Kalifornia központi területe.  Rezidens ügynökségei: Lancaster, Los Angeles nemzetközi repülőtere (LAX), Long Beach, Orange County, Palm Springs, Riverside, Santa Maria, Ventura, Victorville és West Covina.[7]
- San Francisco – működési területe: San Francisco területe.  Rezidens ügynökségei:  Concord, Eureka/Fortuna, Monterey Bay, Oakland, Palo Alto, San Jose és Santa Rosa.[8]
- Sacramento – működési területe: Kalifornia 34 keleti megyéje.  Rezidens ügynökségei:  Chico, Fairfield, Fresno, Redding, South Lake Tahoe, és Stockton.[9]
- San Diego – működési területe: San Diego és Kalifornia déli megyéi.  Rezidens ügynökségei:  Imperial és North County.[10]

### Colorado
- Denver – működési területe: Colorado és Wyoming államok.  Rezidens ügynökségei: Colorado államban: Colorado Springs, Durango, Glenwood Springs, Grand Junction és Loveland; Wyoming államban: Casper, Cheyenne, Jackson Hole és Lander.[11]

### Connecticut
- New Haven – működési területe: Connecticut állam.  Rezidens ügynökségei: Bridgeport, Meriden és New London.[12]

### Dél-Karolina
- Columbia – működési területe: Dél-Karolina állam.  Rezidens ügynökségei: Aiken, Charleston, Florence, Greenville, Hilton Head, Myrtle Beach, Rock Hill, Spartanburg.[13]

### Észak-Karolina
- Charlotte – működési területe: Észak-Karolina állam.  Rezidens ügynökségei: Asheville, Fayetteville, Greensboro, Greenville, Manteo, Hickory, Raleigh,Wilmington.[14]

### Florida
- Jacksonville – működési területe: Florida északi részének 40 megyéje.  Rezidens ügynökségei: Daytona Beach, Fort Walton Beach, Gainesville, Ocala, Panama City, Pensacola, Tallahassee.[15]
- Miami – működési területe: Kilenc megyét fed le Florida déli részén, és felelős az amerikai állampolgárok extraterritoriális megsértésének kezeléséért Mexikóban, a Karib-tengeren, valamint Közép- és Dél-Amerikában.  Rezidens ügynökségei: Homestead, Fort Pierce, Key West, West Palm Beach.[16]
- Tampa – működési területe: Florida középső és délnyugati részének 18 megyéje.  Rezidens ügynökségei: Brevard, Fort Myers, Lakeland, Orlando, Pinellas, Sarasota.[17]

### Georgia
- Atlanta – működési területe: Georgia állam.  Rezidens ügynökségei: Albany, Athens, Atlanta Airport, Augusta, Brunswick, Columbus, Dalton, Gainesville, Kings Bay, Macon, Rome, Savannah, Statesboro, Valdosta.[18]

### Hawaii
- Honolulu – működési területe: Hawaii állam, valamint Guam és Saipan.  Rezidens ügynökségei: Hawaiin: Maui és Kona, valamint Guam, Saipan.[19]

### Illinois
- Chicago – működési területe: 18 megyét fed le Illinois északi részén a wisconsini határig, keleten Indianáig, nyugaton Iowa-ig.  Rezidens ügynökségei: Lisle, Orland Park, Rockford, és Rolling Meadows.[20]
- Springfield

### Indiana
- Indianapolis – működési területe: Indiana állam.  Rezidens ügynökségei: Bloomington, Evansville, Fort Wayne, Lafayette, Merrillville, Muncie, New Albany, South Bend, Terre Haute.[21]

### Kentucky
- Louisville – működési területe: Kentucky állam.  Rezidens ügynökségei: Bowling Green, Covington, Hopkinsville, Lexington, London, Owensboro, Pikeville.[22]

### Louisiana
- New Orleans – működési területe: Louisiana állam.  Rezidens ügynökségei: Alexandria, Baton Rouge, Lafayette, Lake Charles, Monroe, Shreveport.[23]

### Maryland
- Baltimore – működési területe: Maryland és Delaware államok.  Rezidens ügynökségei: Maryland államban: Annapolis, Bel Air, Frederick, Rockville, Salisbury; Delaware államban: Dover és Wilmington.[24]

### Massachusetts
- Boston – működési területe: Maine, Massachusetts, New Hampshire és Rhode Island államok.  Rezidens ügynökségei: Massachusetts államban: Lakeville, Lowell, Springfield, Worcester; Maine államban: Augusta, Bangor, Portland; New Hampshire államban: Bedford, Portsmouth; Rhode Island államban: Providence.[25]

### Michigan
- Detroit – működési területe: Michigan állam, beleértve a Felső-félszigetet.  Rezidens ügynökségei: Ann Arbor, Bay City, Flint, Grand Rapids, Kalamazoo, Lansing, Macomb, Marquette, Oakland, St. Joseph, Traverse City.[26]

### Minnesota
- Minneapolis – működési területe: Minnesota, Észak-Dakota és Dél-Dakota államok.  Rezidens ügynökségei: Minnesota államban: Bemidji, Duluth, Mankato, Rochester, Saint Cloud; Észak-Dakota államban: Bismarck, Fargo, Grand Forks, Minot és Williston; Dél-Dakota államban: Aberdeen, Pierre, Rapid City, Sioux Falls.[27]

### Mississippi
- Jackson – működési területe: Mississippi állam.  Rezidens ügynökségei: Columbus, Gulfport, Hattiesburg, Meridian, Oxford, Pascagoula, Southaven.[28]

### Missouri
- Kansas City – működési területe: Missouri állam nyugati körzete és Kansas állam egész területe.  Rezidens ügynökségei: Kansas államban: Garden City, Manhattan, Topeka, Wichita; issouri államban: Jefferson City, Joplin, St. Joseph, Springfield.[29]
- St. Louis – működési területe: Missouri állam a nyugati körzet kivételével.  Rezidens ügynökségei: Cape Girardeau, Kirksville, Rolla.[30]

### Nebraska
- Omaha – működési területe: Nebraska és Iowa államok.  Rezidens ügynökségei: Nebraska államban: Grand Island, Lincoln, North Platte; Iowa államban: Cedar Rapids, Des Moines, Quad Cities, Sioux City, Waterloo.[31]

### Nevada
- Las Vegas – működési területe: Nevada állam.  Rezidens ügynökségei: Elko, Reno, South Lake Tahoe.[32]

### New Jersey
- Newark – működési területe: New Jersey államra terjed ki, kivéve a Philadelphia által lefedett három megyét (Camden, Gloucester és Salem).  Rezidens ügynökségei: Atlantic City, Franklin Township, Garret Mountain, Red Bank, Trenton.[33]

### Új-Mexikó
- Albuquerque – működési területe: Bernalillo, Catron, Cibola (keleti fele), Guadalupe, Quay, Sandoval (déli sarok), Socorro, Torrence és Valencia megyék.  Rezidens ügynökségei: Farmington, Gallup, Las Cruces, Roswell, Santa Fe.[34]

### New York
- Albany – működési területe: Albany, Fulton, Hamilton, Montgomery, Rensselaer, Saratoga, Schenectady, Schoharie, Warren és Washington megyék New York, valamint Vermont államban.  Rezidens ügynökségei: New York államban: Binghamton, Ithaca, Plattsburgh, Syracuse, Utica; Vermont államban: Burlington és Rutland.[35]
- Buffalo – működési területe: New York állam nyugati részének 17 megyéje.  Rezidens ügynökségei: Corning, Jamestown, Rochester.[36]
- New York City – működési területe: felöleli New York öt kerületét, New York állam nyolc megyéjét, valamint a La Guardia és John Fitzgerald Kennedy nemzetközi repülőtereket. Rezidens ügynökségei: Brooklyn-Queens, Hudson völgy, John F. Kennedy nemzetközi repülőtér, Long Island, Westchester.[37]

### Ohio
- Cleveland – működési területe: Ohio 40 megyéje. Rezidens ügynökségei: Akron, Canton, Lima, Mansfield, Painesville, Sandusky, Toledo, Youngstown.[38]
- Cincinnati – működési területe: Ohio középső és déli részének 48 megyéje. Rezidens ügynökségei: Athens, Cambridge, Columbus, Dayton, Portsmouth.[39]

### Oklahoma
- Oklahoma City – működési területe: Oklahoma állam. Rezidens ügynökségei: Ardmore, Durant, Lawton, Muskogee, Norman, Stillwater, Tulsa, Woodward.[40]

### Oregon
- Portland – működési területe: Oregon állam. Rezidens ügynökségei: Bend, Eugene, Medford, Pendleton, Salem.[41]

### Pennsylvania
- Philadelphia – működési területe: Kelet-Pennsylvania és New Jersey három megyéje. Rezidens ügynökségei: Pennsylvania államban: Allentown, Fort Washington, Harrisburg, Newtown Square, Scranton, State College, Williamsport; New Jersey államban: South Jersey.[42]
- Pittsburgh – működési területe: Nyugat-Pennsylvania 25 megye, valamint Nyugat-Virginia állam egész területe. Rezidens ügynökségei: Pennsylvania államban: Laurel Highlands, Erie, Mon Valley; Nyugat-Virginia államban: Charleston, Clarksburg, Huntington, Martinsburg, Wheeling.[43]

### Puerto Rico
- San Juan – működési területe: Puerto Rico és az Amerikai Virgin-szigetek. Rezidens ügynökségei: Puerto Rico-ban: Aguadilla, Humacao, Ponce; az Amerikai Virgin-szigeteken: St. Thomas, St. Croix.[44]

### Tennessee
- Knoxville – működési területe: Tennessee keleti részének 41 megyéje. Rezidens ügynökségei: Chattanooga, Johnson City, Tullahoma.[45]
- Memphis – működési területe: Tennessee nyugati részének 54 megyéje. Rezidens ügynökségei: Clarksville, Columbia, Cookeville, Jackson, Nashville.[46]

### Texas
- Dallas – működési területe: Észak-Texas 137 megyéje, valamint Kelet- és Nyugat-Texas egyes részei. Rezidens ügynökségei: Abilene, Amarillo, Dallas-Fort Worth repülőtér, Fort Worth, Frisco, Lubbock, Lufkin, San Angelo, Sherman, Texarkana, Tyler, Wichita Falls.[47]
- El Paso – működési területe: Nyugat-Texas 17 megyéje. Rezidens ügynökségei: Alpine és Midland.[48]
- Houston – működési területe: Texas délkeleti részének 40 megyéje. Rezidens ügynökségei: Beaumont, Bryan, Corpus Christi, Texas City.[49]
- San Antonio – működési területe: Atascosa, Bandera, Bexar, Comal, Frio, Gillespie, Gonzalez, Guadalupe, Karnes, Kendall, Kerr, Kimble, Mason, Medina, Real, Uvalde és Wilson megyék. Rezidens ügynökségei: Austin, Brownsville, Del Rio, Laredo, McAllen, Waco.[50]

### Utah
- Salt Lake City – működési területe: Utah, Idaho és Montana államok. Rezidens ügynökségei: Utah államban: Monticello, Provo, St. George, Vernal; Idaho államban: Boise, Coeur d'Alene, Lewiston, Pocatello; Montana államban: Billings, Bozeman, Glasgow, Great Falls, Top Havre, Helena, Kalispell, Missoula, Shelby.[51]

### Virginia
- Norfolk – működési területe: Virginia délkeleti része, beleértve a Southside-ot, a félszigetet és Virginia keleti partját. Rezidens ügynöksége: Peninsula.[52]
- Richmond

### Washington, D.C.
- Washington – működési területe: a főváros területe, valamint Észak-Virginia több megyéje. Rezidens ügynöksége: Manassas.[53]

### Washington
- Seattle – működési területe: Washington állam. Rezidens ügynökségei: Bellingham, Everett, Olympia, Poulsbo, Spokane, Tacoma, Tri-Cities, Vancouver, Yakima.[54]

### Wisconsin
- Milwaukee – működési területe: Wisconsin állam. Rezidens ügynökségei: Duluth-Superior, Eau Claire, Green Bay, La Crosse, Madison, Wausau.[55]

## Forrás
- Alphabetical List of Field Offices. FBI. (Hozzáférés: 2020. szeptember 7.)
- szerk.: Adam G. Theoharis: Appendix FBI Field Offices, The FBI The Comprehensive Reference Guide (angol nyelven). Oryx Press, 244–247. o.. ISBN 0-89774-991-X (1999)
- FBI Field Offices (angol nyelven). Domestic Security Alliance Council. [2020. augusztus 14-i dátummal az eredetiből archiválva]. (Hozzáférés: 2020. szeptember 7.)